# Andexanet
L'andexanet alfa est une molécule en cours de test comme antagoniste des inhibiteurs du facteur Xa (qui font partie des anticoagulants oraux directs) lors des accidents hémorragiques graves sous ces derniers. Le nom commercial en Europe est Ondexxya. Le médicament a reçu en avril 2019 une AMM conditionnelle pour utilisation en cadre hospitalier en perfusion. 

## Mode d'action
Il s'agit d'un facteur Xa modifié et sans activité sur la coagulation sanguine utilisé seul mais qui conserve une affinité pour les inhibiteurs du facteur Xa.

## Efficacité
L'activité du facteur Xa d'un patient sous inhibiteurs du facteur Xa retourne à la normale deux heures après l'injection de la molécule. La restauration d'une anticoagulation normale est plus rapide, dans les quelques minutes après son administration.